# Trichilia septentrionalis
Trichilia septentrionalis är en tvåhjärtbladig växtart som beskrevs av C. Dc.. Trichilia septentrionalis ingår i släktet Trichilia och familjen Meliaceae. Inga underarter finns listade i Catalogue of Life.